# Линдси, Уильям Лодер
Уи́льям Ло́дер Ли́ндси (англ. William Lauder Lindsay; 19 декабря 1829 — 24 ноября 1880) — шотландский лихенолог, ботаник и медик.

## Биография
Родился в Эдинбурге 19 декабря 1829 года в семье Джеймса Линдси и его супруги Хелен Лодер. Учился в Эдинбургском университете, в 1852 году с отличием окончил его, получив степень доктора медицины и защитив диссертацию по теме «Анатомия, морфология и физиология лишайников».
Некоторое время работал в Городском холерном госпитале Эдинбурга, с 1854 года — Королевском научном психиатрическом институте в Перте (Австралия). Занимался изучением ботаники и геологии окрестностей Перта.
С 1859 года Линдси был женат на Элизабет Рид.
В 1859 году награждён Золотой медальи имени Патрика Нила Королевского общества Эдинбурга за исследования в области лихенологии. В 1861—1862 годах — в Новой Зеландии, после чего опубликовал работу по флоре этих островов. Впоследствии путешествовал по Норвегии, Германии, Исландии, где занимался флористическими исследованиями.
Скончался 24 ноября 1880 года в своём доме в Эдинбурге.

## Некоторые научные работы
- Lindsay W. L. A popular history of British lichens. — London, 1856. — 352 p.
- Lindsay W. L. Monograph of the genus Abrothallus. — London, 1857. — 37 p.
- Lindsay W. L. The flora of Iceland. — Edinburgh, 1861. — 40 p.
- Lindsay W. L. Contributions to New Zealand botany. — London—Edinburgh, 1868. — 102 p.

## Роды и виды, названные именем У. Линдси
- Lauderlindsaya J.C.David & D.Hawksw., 1989
- Aspicilia lindsayi Walt.Watson, 1939 — Lecanora rupicola (L.) Zahlbr., 1928
- Pseudocyphellaria lindsayi D.J.Galloway, 1988
- Rhizocarpon lindsayanum Räsänen, 1942 — Rhizocarpon riparium subsp. lindsayanum (Räsänen) J.W.Thomson, 1967
- Sphaeria lindsayana Curr., 1867 — Metasphaeria lindsayana (Curr.) Sacc., 1883